# TMF1
TMF1‏ (TATA element modulatory factor 1) هوَ بروتين يُشَفر بواسطة جين TMF1 في الإنسان.